# Сибирский 4-й казачий полк
Сибирский 4-й казачий полк — воинское подразделение России, сформированное в 1851 году.
4-й сибирский казачий полк принимал участие в русско-японской и Первой мировой войне. В 1906 году полк получил Георгиевское знамя с изображением Спаса Нерукотворного на темно-зеленом фоне с красной каймой. В 1914 году в Кокчетаве казаки полка взбунтовались и убили подъесаула Бородихина. После служебного расследования 8 казаков были казнены, 20 отправлены на каторгу. Сам полк позднее был отправлен на германский фронт для усиления 10-й армии, где принял участие в Мазурском сражении 1915 года. 
Командиром полка в русско-японскую войну был полковник Алексей Кауфман. Самым известным представителем 4-го сибирского полка был сотник Борис Анненков, возглавивший белое движение на территории Казахстана.